# Estación de Mairie des Lilas
La  estación de Mairie des Lilas es una estación de la línea 11 del Metro de París situada en la comuna de Les Lilas,en el departamento de Sena-San Denis situado al este de la capital. 

## Historia
La estación fue inaugurada el 17 de febrero de 1937 tras la única ampliación de la línea 11 de su historia desde Porte des Lilas a Mairie des Lilas, convirtiéndose así en uno de los terminales de la línea.
Ubicada en Les Lilas, la estación debe su nombre a su cercanía con el ayuntamiento de la localidad. 

## Descripción
Está compuesta de dos vías y de dos andenes laterales.
Está diseñada en bóveda elíptica revestida completamente de los clásicos azulejos blancos biselados, con la única excepción del zócalo. Los paneles publicitarios emplean un fino marco dorado con adornos en la parte superior. Su iluminación ha sido renovada empleando el modelo vagues (olas) con estructuras casi adheridas a la bóveda que sobrevuelan ambos andenes proyectando la luz en varias direcciones. La señalización por su parte usa la tipografía CMP donde el nombre de la estación aparece sobre un fondo de azulejos azules en letras blancas. Por último, los escasos asientos de la estación colocados son verde, individualizados y de tipo Motte.